# De-Phazz

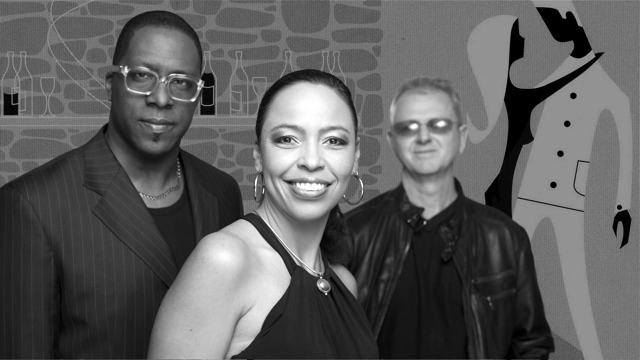
De-Phazz 2016 – von links nach rechts: Karl Frierson, Pat Appleton, Pit Baumgartner

De-Phazz [ˈdiːfæz] ist eine Band aus Heidelberg.

## Geschichte
Im Jahr 1997 wurde die Band von Pit Baumgartner als offenes Bandprojekt gegründet und das erste Album Detunized Gravity veröffentlicht. Haluk Soyoglu ist Mitbegründer der Band. Die Wortschöpfung „De-Phazz“ als Abkürzung für 'Destination Future Jazz' geht ebenfalls auf ihn zurück. Die Idee dahinter war, dass jedes Album eine Reise zu einem anderen Musikplaneten bzw. -stil darstellen sollte. Zuweilen wurde der Name auch in der Schreibweise „DePhazz“ geführt.
Bekannt wurde De-Phazz unter anderem durch ihren Radiohit The Mambo Craze aus ihrem zweiten Album Godsdog. De-Phazz veröffentlichten ihre Musik anfangs bei Mole Listening Pearls und wurden später bei Universal Music Classics & Jazz unter Vertrag genommen. Verantwortlicher Labelmanager bei MLP war Haluk Soyoglu, der Pit Baumgartner unter Vertrag nahm und ihm dann den Vertrag bei Universal einfädelte. Heute leiten Pit Baumgartner und Haluk Soyoglu gemeinsam das Label Phazz-a-delic New Format Recordings, bei dem seit Jahren auch De-Phazz erscheint. Die meisten Alben erschienen parallel als LP und CD. Bei Live-Auftritten der Band in Clubs und bei Open-Air-Konzerten gibt es Licht- und Farbspiele, Projektionen und Tänze. 2006 entstand gemeinsam mit der hr-Bigband das Album Big.

## Stil
Die Mischung von elektronisch synthetisierten Sounds und verschiedensten Instrumenten war von Anfang an prägend für den musikalischen Stil der Band. De-Phazz verwendet unter anderem Elemente von Dub, Jazz, Soul, Trip-Hop, Latin, Drum and Bass, Ambient und R'n'B. Auch Elemente des Turntablism werden in die Musik eingebunden. Beginnend mit Godsdog bis Death By Chocolate vollzog sich ein Stilwechsel; man entfernte sich von Trip-Hop und Drum and Bass und baute den Stil weiter in Richtung Soul und Latin aus. Ab Death By Chocolate wird die Musik im Allgemeinen der Lounge zugerechnet.
Songs von De-Phazz wurden in mehreren Werbespots eingesetzt. Der Song Anchorless wird in der Sendung Space Night – All-Tag Nachts im Bayerischen Fernsehen verwendet. Einige Lieder liefern ferner Parodien auf die heutige Musik- und Unterhaltungsindustrie.

## Bandmitglieder

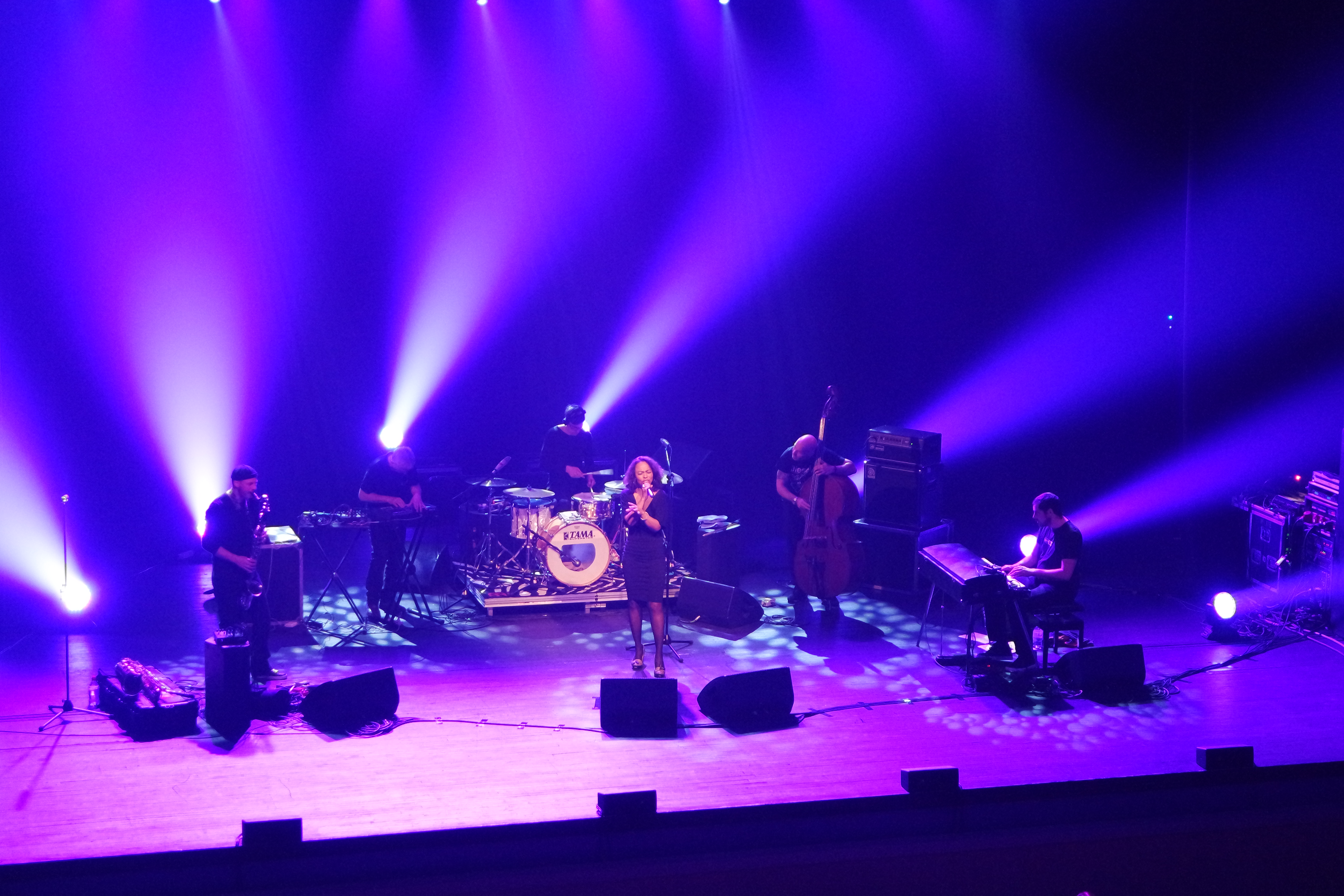
Das Akustik-Set DePhazz Private live in Ventspils (Lettland), April 2015

Die Besetzung der Band ändert sich fortwährend. Zu ihren Mitgliedern gehören oder gehörten:
- Pit Baumgartner (Bandleader und Gründer)
- Karl Frierson (Gesang)
- Barbara Lahr (Gesang)
- Susan Horn (Gesang)
- Adax Dörsam (Gitarre)
- P.G. Gonzales (Gitarre)
- Marcus Bartelt (Bariton Sax, Flute)
- Joo Kraus (Trompete)
- Otto Engelhardt (Posaune)
- Pat Appleton (Gesang)
- Roy Randolph (Percussion, Gesang)
- Jan Fride (Schlagzeug)
- Charity D. Sanders
- Flo Dauner (Schlagzeug)
- Oli Rubow (Schlagzeug)
- Ralf Oehmichen (Gitarre)
- Frank Spaniol (Saxophon)
- Matthias Dörsam (Saxophon)
- Bernd Windisch (Bass)
- Markus Lang (Keyboard, Video Artist, DJ)
- Haluk Soyoglu (Manager und Erfinder von De-Phazz)
- Ulf Kleiner (Rhodes, grand piano)

## Diskografie

### Studioalben
- 1997: Detunized Gravity
- 1999: Godsdog
- 2001: Death by Chocolate
- 2002: Daily Lama
- 2005: Natural Fake
- 2007: Days of Twang
- 2009: Big
- 2010: LaLa 2.0
- 2012: Audio Elastique
- 2013: Naive
- 2015: Private
- 2015: Garage Pompeuse
- 2016: Prankster Bride
- 2018: Black White Mono
- 2019: De Capo - feat. STÜBAphilharmonie
- 2020: Music to Unpack Your Christmas Present
- 2022: Jelly Banquet
- 2024: Pit Sounds
- 2025: Luck You

### Kompilationen, Remixes, Boxes
- 2002: Plastic Love Memory
- 2002: Rare Tracks & Remixes
- 2002: Best of - Beyond Lounge
- 2008: The Supper Club
- 2012: The Uppercut Collection

### Maxi-Singles
- 1997: Good Boy
- 1998: No Jive
- 1998: Hero Dead and Gone
- 1999: Jazz Music
- 2000: The Mambo Craze
- 2001: Something Special

### Videoalben
- 2005: De Phazz – Onstage/Backstage: A Retrospective